# Indexi

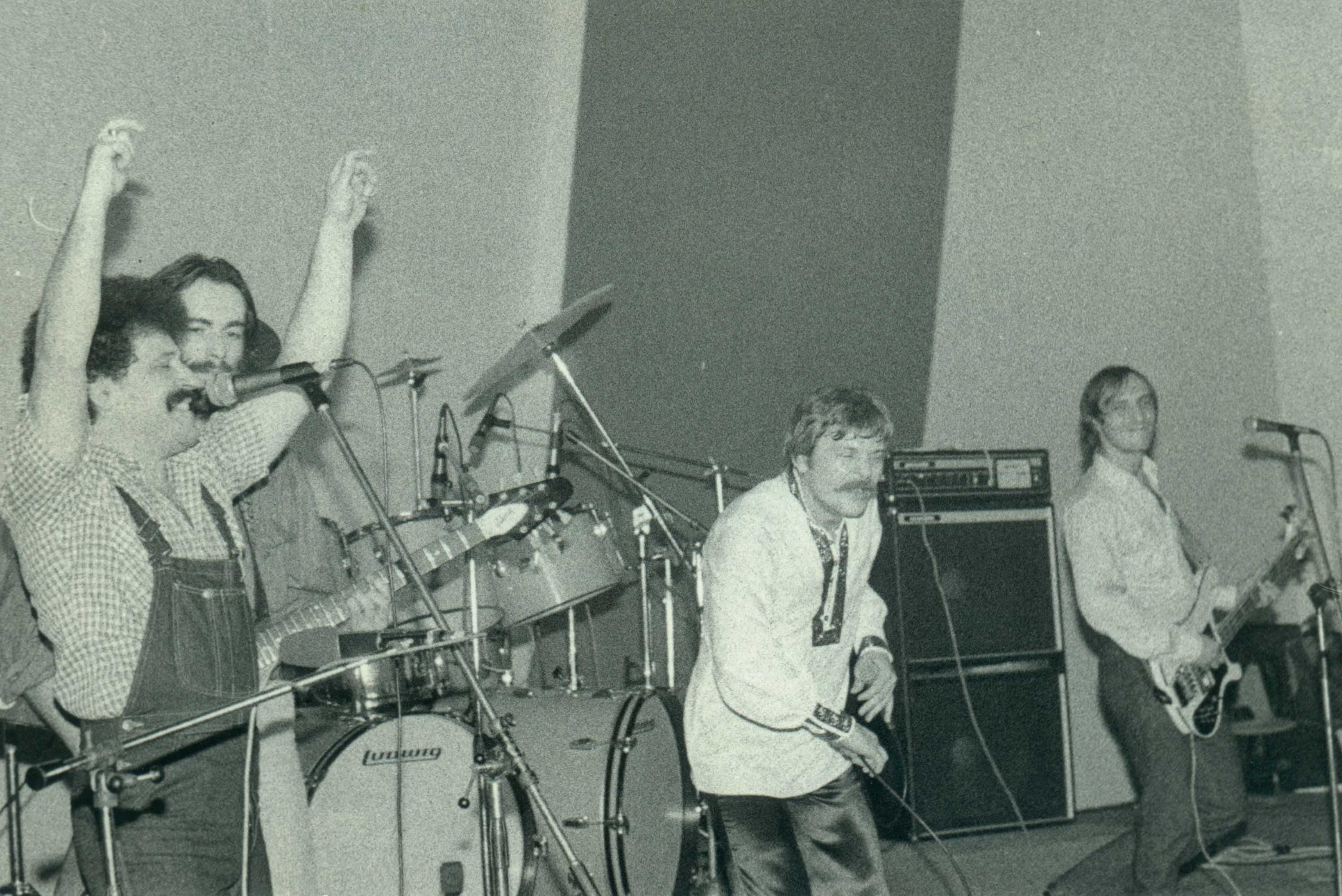
Indexi en 1979.

Indexi est un groupe de musique pop rock originaire de Bosnie-Herzégovine.

## Biographie
Le groupe Indexi, créé en 1962 à Sarajevo, devient vite célèbre dans toute la Yougoslavie, comme « pionniers du rock psychédélique », en s'inspirant de plusieurs groupes comme Les Beatles et Yes.
Le groupe cesse d'exister en 2001, au décès de son chanteur Davorin Popović.

## Membres
- Davorin Popović, chanteur
- Slobodan A. Kovačević, guitare
- Fadil Redžić, guitare basse
- Ismet Arnautalić, claviers

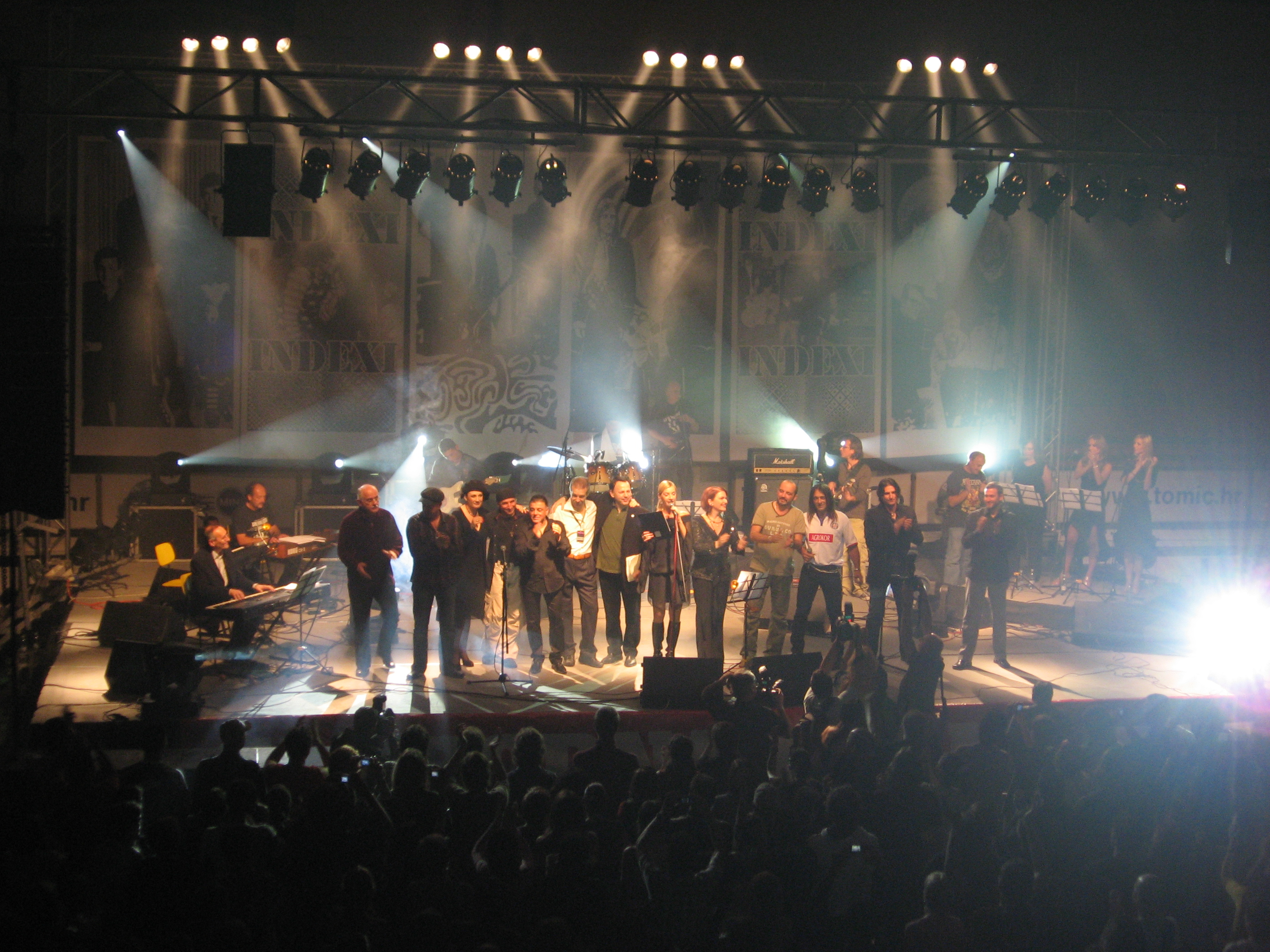
Indexi and friends, concert à Split (2007).

- Đorđe Kisić, batterie - percussions
- Sinan Alimanović, piano - hammond

NB : Il y a eu plusieurs batteurs et joueurs de claviers occasionnels.

## Discographie
- Sedam veličanstvenih (1964)
- Naše doba (1967)
- Jutro će promijeniti sve (1968)
- Ne želim tvoju ljubav (1969)
- Svijet u kojem živim (1971)
- Krivac si ti (1972)
- Sanjam (1972)
- Indeksi (1972)
- Plima (1972)
- Jedina moja (1973)
- Predaj se srce (1973)
- Samo su ruže znale (1974)
- Pogrešan broj (1974)
- Didn-da-da (1974)
- Volim te (1975)
- Obala pusta, obala vrela (1975)
- Putovi (1976)
- I mi i nas dvoje (1976)
- Samo jednom (1976)
- U jednim plavim očima (1977)
- Voljela je "Sjaj u travi" (1977)
- Indexi (1977)
- Modra rijeka (1978)
- Ispijmo zlatni pehar (1978)
- Pozovi me na kafu (1978)
- Živjela Jugoslavija (1979)
- Retrospektiva (1979)
- 310 poljubaca (1979)
- Njene oči, usne, ruke (1980)
- Sve ove godine  (1981)
- Kameni cvjetovi (1999)
- Best of Indexi 1962-2001 2 CD compilation (2001)
- Posljednji koncert u Sarajevu 2 CD LIVE (2002)
- U inat godinama (2006)

NB : De nombreuses compilations ont été éditées entre 1981 et 1996.